# Референдарський суд
Референдарський суд (пол. Referendarski sąd) — суд у Королівстві Польському і Великому князівстві Литовському, що розглядав, головним чином, справи королівських селян, їх взаємини з державцями староств, справи про десятини, апеляції на рішення замкових (гродських) та економічних судів. Був утворений в 1766 році шляхом виділення з задворних асесорських судів.
У суді референдарій разом з коронними Інстигаторами, коронним кустошем, регентами канцелярії, метрикантами і писарями — асесорським і референдарським, — судив остаточно справи навіть у відсутність асесорів. Каденції суду були: березень, квітень, вересень та жовтень. У 1776 році призначений був один термін — від 1 травня до 30 червня.

## Історія
Р.с. не створювався конкретним королівським декретом, а постав еволюційно протягом 16 ст. та був тісно пов’язаний з інститутом референдарів. Останні виконували функції судових двірських урядників та засідали в надвірному королівському суді поряд із сенаторами-асесорами. В міру занепаду уряду надвірного судді референдарі зміцнили свій вплив, а згідно з уставою 1507 було узаконено їхні функції. Передбачалося існування посад 2-х референдарів — світського та духовного (із дорадчими функціями), які мали докладно вивчати судові справи та вносити до суду пропозиції щодо їхнього розв’язання. Устава 1538 чітко регламентувала юрисдикцію референдарів, передбачала їхнє засідання в надвірних судах, де особисто судив король, але не наділила референдарів самостійними судовими повноваженнями. Проте в 1550—60-х рр. референдарі скріплювали власним підписом вироки чи інші судові документи, що стосувалися королівських підданих. Виокремлення Р.с. в окрему судову інстанцію пов’язують зі створенням 1578 Коронного трибуналу (вищого апеляційного суду для гродських судів і земських судів) та подальшим розмежуванням функцій між Коронним трибуналом та іншими судами. Наприкінці 16 ст. з королівського надвірного суду виділилися асесорський суд, який розглядав справи королівських міст (тяжби між громадянами й магістратами, тлумачення королівських міських привілеїв тощо), та Р.с., який вирішував широке коло питань, що стосувалися внутрішнього життя королівських сіл та їхніх взаємин із державцями, посесорами, шляхтою, магнатами, Церквою. Твердити про Р.с. як самостійну судову інстанцію можна, лише починаючи з 1580-х рр. і до 1793, коли він був скасований сеймовою постановою. Щодо позовів українських селян (переважно галицьких) до Р.с., то дослідники відмічають їхню активність із кінця 16 і до 1-ї чв. 17 ст. У подальшому кількість селянських звернень зменшилася, й у 18 ст. Р.с. втратив реальне значення для українських селян (через дороговизну судових виплат, громіздкість, тяганину, відсутність ефективного виконавчого апарату, а також сваволю урядовців на місцях, які не зважали навіть на королівські «залізні» листи (глейти; охоронні грамоти), що видавалися селянам).